# Magnetospirillum gryphiswaldense
Magnetospirillum gryphiswaldense ist ein gramnegatives, bewegliches und mikroaerophiles Alphaproteobakterium. Die Zellen sind spiralförmig gewunden und bipolar einfach begeißelt. M. gryphiswaldense gehört zu den magnetotaktischen Bakterien, die durch ihre Fähigkeit definiert werden, intrazellulär Nanopartikel aus Magnetit oder Greigit zu kristallisieren und sich mit deren Hilfe am Erdmagnetfeld auszurichten.

## Lebensraum, Entdeckung und Isolierung
M. gryphiswaldense ist ein verbreiteter Bewohner der oberen Sedimentschichten stehender oder langsam fließender Süßgewässer. Die Bakterien bevorzugen Umgebungsbedingungen mit geringer Sauerstoffkonzentration. Sie sind deshalb am Übergang von der oxischen zu anoxischen Sedimentzone zu finden (oxic-anoxic transition zone, OATZ). Aerobe Verhältnisse werden aber zumindest kurzzeitig toleriert.
Der Organismus wurde erstmals im Sediment des Flusses Ryck bei Greifswald gefunden (Name), in Reinkultur gebracht und im Jahre 1991 beschrieben. Die neue Gattung Magnetospirillum und ihre Typusart M. gryphiswaldense wurden 1992 anerkannt.

## Magnetotaxis
Wie alle magnetotaktischen Bakterien bildet M. gryphiswaldense spezifische Organellen, in denen durch gesteuerte Biomineralisationsprozesse anorganische Eisenminerale kristallisieren. Die Organellen werden Magnetosomen genannt und stellen Vesikel von etwa 50 nm Durchmesser dar, die von der inneren Zellmembran abgeschnürt werden. Im Inneren der Vesikel werden Bedingungen hergestellt, die die Kristallisation des Eisenoxids ermöglichen. Hierzu zählt neben einem geeigneten pH-Wert auch eine hohe Konzentration an Eisenionen, die durch gerichtete Transportprozesse eingeschleust werden. Die kubooktaedrischen Magnetitkristalle wachsen bis zu einer definierten Größe von etwa 45 nm Durchmesser. Eine solche Größenkontrolle ist von Bedeutung, weil zu kleine oder zu große Kristalle kein stabiles bzw. kein gleich ausgerichtetes magnetisches Moment ausbilden können (Ein-Domänenkristalle, Weiss-Bezirke). Die Magnetosomen werden außerdem durch spezielle zytoskelettale Proteine in einer Kette entlang der Zellachse angeordnet. So wird gewährleistet, dass die Magnetosomen in der Zelle nicht durch magnetische Wechselwirkung verklumpen, sondern aneinander aufgereiht werden und wie ein intrazellulärer Stabmagnet wirken. Damit wird die Zelle wie durch eine innere Kompassnadel am Erdmagnetfeld ausgerichtet. Es wird vermutet, dass sich die Zellen auf diese Weise gezielter bewegen und schneller ihre bevorzugten Umgebungsbedingungen auffinden können.

## Forschung
M. gryphiswaldense ist eines der wenigen in Labors kultivierbaren und genetisch manipulierbaren magnetotaktischen Bakterien. Die Prozesse der Organellbildung, der Biomineralisation, der Zellteilung und der Magnetotaxis sind Gegenstand aktueller Grundlagenforschung. Daneben werden isolierte und modifizierte Magnetosomen aufgrund ihrer besonderen Eigenschaften, die denen künstlich hergestellter Magnetitpartikel vielfach überlegen sind, in der interdisziplinären Forschung eingesetzt.

## Weiterführende Literatur
- C. Jogler, D. Schüler: Genetics, genomics, and cell biology of magnetosome formation in magnetotactic bacteria. In: Annu. Rev. Microbiol. Band 63, 2009, S. 501–521.

## Datenbanken
- LPSN, Stichwort „Magnetospirillum“ – https://www.bacterio.net/genus/magnetospirillum
- NCBI, Taxonomy browser, Stichwort „Magnetospirillum gryphiswaldense“ – https://www.ncbi.nlm.nih.gov/Taxonomy/Browser/wwwtax.cgi?id=55518